# Domingo Benegas
Domingo Benegas Jiménez (4 de agosto de 1946; Capiatá, Paraguay) es un exfutbolista paraguayo. Jugaba de centrocampista y desarrolló una larga carrera en el fútbol español. También fue integrante del plantel de Atlético Madrid campeón de la Copa Intercontinental 1974.

## Carrera
Comenzó su carrera en 1968 jugando para Libertad de su país natal. En 1969 migró a España para jugar en el Atlético de Madrid jugó una temporada y pudo conquistar 1 título de la Primera División de España. En 1970 fue fichado por RCD Mallorca, en donde estuvo hasta 1971. En ese año fichó por el Burgos CF donde jugó hasta 1972. Luego en 1972 regresó nuevamente al club de sus amores Atlético de Madrid donde logró conquistar varios títulos nacionales e internacionales. Jugó ahí hasta 1978. En ese año regresó nuevamente al Burgos CF, donde finalmente decidió retirarse en el año 1979.
En toda su carrera por España registró 8 goles entre todos los clubes a los que sirvió (3 en Primera División, 3 en Segunda División y 2 en UEFA Champions League). Tiene 143 partidos en Primera División, 35 en Segunda División, 13 en UEFA Champions League, 9 en la Recopa de Europa, 3 en Liga Europa de la UEFA y 1 en la Copa Intercontinental. Sumó 21 amonestaciones, 1 expulsión, 87 triunfos, 59 empates y 57 derrotas.

## Clubes
| Club               | País     | Año       |
| ------------------ | -------- | --------- |
| Libertad           | Paraguay | 1968      |
| Atlético de Madrid | España   | 1969-1970 |
| RCD Mallorca       | España   | 1970-1971 |
| Burgos CF          | España   | 1971-1972 |
| Atlético de Madrid | España   | 1972-1978 |
| Burgos CF          | España   | 1978-1979 |

## Palmarés

### Títulos nacionales e internacionales
| Títulos               | Club               | País   | Año  |
| --------------------- | ------------------ | ------ | ---- |
| Primera División      | Atlético de Madrid | España | 1972 |
| Copa del Generalísimo | Atlético de Madrid | España | 1975 |
| Primera División      | Atlético de Madrid | España | 1976 |
| Títulos               | Club               | País   | Año  |
| Copa Intercontinental | Atlético de Madrid | España | 1974 |